# سفارة الأردن لدى النرويج
سفارة الأردن لدى النرويج هي البعثة الدبلوماسية للمملكة الأردنية الهاشمية لدى مملكة النرويج، وتقع بالعاصمة أوسلو.